# Gali László
Gali László (Debrecen, 1943. február 12. –) Jászai Mari-díjas (1982) magyar színházi rendező, színházigazgató, az egri Gárdonyi Géza Színház örökös tagja.

## Életpályája
Szülei: Gali István és Szabó Margit. 1961–1966 között a Kossuth Lajos Tudományegyetem magyar-történelem-népművelés szakos hallgatója volt. 1966–1971 között középiskolai tanár volt Budapesten. 1971–1976 között a Színház- és Filmművészeti Főiskola színházrendező szakán tanult Major Tamás osztályában. 1975–1976 között a debreceni Csokonai Színház rendezője volt. 1976–1978 között a Magyar Televízió és a Pécsi Nemzeti Színház rendezőjeként dolgozott. 1978–1979 között a kecskeméti Katona József Színházban rendezett. 1979–1986 között a debreceni Csokonai Színház igazgató-főrendezője volt. 1981–1986 között a Színházművészeti Szövetség elnökségi tagja volt. 1986-tól 10 éven át az egri Gárdonyi Géza Színház igazgató-főrendezője volt. 1996 óta szabadúszó rendező. Házas, Párja Csonka Anikó színművész.

## Színházi munkái
A Színházi Adattárban regisztrált bemutatóinak száma: rendezőként: 84; szerzőként: 3; színészként: 1;

### Rendezőként
- Romhányi József: Hamupipőke (1974)
- Zelk-Gelléri: Tűzből mentett hegedű (1974)
- Hellman: Régimódi játékok (1975)
- Collodi: Pinokkio (1975-1976, 1992)
- Aurel Baranga: Legyen eszed, Cristofor! (1975)
- Tamási Áron: Énekes madár (1976, 1987, 1999)
- García Lorca: Don Perlimplin és Belisa szerelme a kertben (1976)
- Ibsen: Peer Gynt (1976)
- Benedek András: Firlefánc, a varázsló (1977)
- Aiszkhülosz: Perzsák (1977)
- Euripidész: A trójai nők (1977)
- García Lorca: Bernarda Alba háza (1978)
- Carlo Goldoni: Két úr szolgája (1979, 1984, 1988)
- Jonson: Volpone, avagy a pénz komédiája (1979, 2001)
- Radicskov: Repülési kísérlet (1981)
- Schiller: A Genovai Fiesco összeesküvése (1981)
- Sztaniszlav Sztratiev: Autóbusz (1982)
- William Shakespeare: Lear király (1982)
- Tamási Áron: Ördögölő Józsiás (1983, 1989)
- Háy Gyula: Tiszazug (1984)
- Tóth-Máthé Miklós: A fekete ember (1984)
- Pinczési Judit: Kóc Gerzson (1985)
- Dosztojevszkij: A Karamazov testvérek (1985)
- Mark Twain: Tom Sawyer mint detektív (1985)
- William Shakespeare: Hamlet (1986)
- Szabó Magda: A macskák szerdája (1986)
- Fo: Nem fizetünk, nem fizetünk! (1987, 1993)
- Sütő András: Egy lócsiszár virágvasárnapja (1987)
- Svarc: Az elvarázsolt testvérek (1988)
- Kocsis István: Vincent van Gogh (1988)
- Bródy Sándor: A tanítónő (1989)
- Zahora Mária: A fekete esernyő (1989)
- Görgey Gábor: Komámasszony, hol a stukker? (1989, 1993)
- Miller: A salemi boszorkányok (1990)
- Hegedüs Géza: Mátyás király Debrecenben (1990)
- William Shakespeare: Vízkereszt vagy amit akartok (1990)
- Sütő András: Kalandozások Ihajcsuhajdiában (1991)
- Ionesco: Ketten félrebeszélnek (1991)
- Németh László: Széchenyi (1991)
- William Shakespeare: Szentivánéji álom (1992)
- Mikszáth Kálmán: A Noszty fiú esete Tóth Marival (1992, 1997)
- William Shakespeare: Tévedések vígjátéka (1993-1994)
- Jókai Mór: A kőszívű ember fiai (1993, 2000)
- Csehov: Ványa bácsi (1993)
- Gali László: Zenés kabaré (1994)
- William Shakespeare: Ahogy tetszik (1994)
- Wittlinger: Ismeri a Tejutat? (1994)
- Gárdonyi Géza: A láthatatlan ember (1995)
- Maugham: Imádok férjhez menni (1995)
- Lloyd Webber: József és a színes, szélesvásznú álomkabát (1995)
- Szigligeti Ede: Liliomfi (1996, 2005)
- Molnár Ferenc: Az üvegcipő (1996)
- William Shakespeare: III. Richárd (1996)
- Scarnicci-Tarabusi: Kaviár és lencse (1997)
- Molnár Ferenc: Játék a kastélyban (1998)
- Csehov: Három nővér (2000)
- Tóth Máthé Miklós: Tűz és kereszt (2000)
- Sütő András: Káin és Ábel (2000)
- Kosztolányi Dezső: Édes Anna (2001, 2003)
- Jókai Mór: Az arany ember (2004)
- Rose: Tizenkét dühös ember (2004)
- Molnár Ferenc: Az ibolya (2008)
- Szép Ernő: Május (2008)
- Nelega: Améli sóhaja (2009)

### Szerzőként
- A Karamazov testvérek (1985)
- Zenés kabaré (1994)
- A láthatatlan ember (1995)

### Színészként
- Horváth Jenő: A szabin nők elrablása....Borszéki apaszínész